# Avalrí
Avalrí o Vàlria ['balri] fou un poble, castell i parròquia medievals de l'actual terme de Montescot, a la comarca del Rosselló, de la Catalunya del Nord.
És situat al nord del terme de l'actual terme de Montescot. En l'actualitat només en resta una gran masia (el mas d'Avalric, oficialment Bellric) edificada en el mateix indret. El lloc anomenat Vila-seca (escrit Vila-seca o Villaseca), comunament identificat amb Avalrí, seria un lloc diferent, si bé pròxim, segons Aymat Catafau

## Història
A l'indret s'hi han trobat restes arqueològiques que testimonien una ocupació que es podria remuntar a l'època romana; tanmateix, el primer document que en parla és del 928 (l'estany d'Avalrí). És documentat que, el 10 d'abril del 931, el bisbe Waldade i el seu germà, el comte Gausbert de Rosselló, conjuntament, donaven en alou al bisbat d'Elna els béns que posseïen a Villaseca. En els anys venidors, el bisbat anà adquirint la major part de les terres veïnes i la vil·la Montescapio. Entre els segles xi i xii, el nou sistema feudal aconsellà de construir-hi un castell sobre les ruïnes romanes; fou en aquest període que el nom Vila-seca desaparegué de la toponímia i fou substituït pel d'Avalrí (amb diverses grafies) nom d'un estany proper. Titulars del castell foren Pere Bernat d'Avalric (1106-1126) i el seu fill Gausbert o Guisbert (1126-1157?), casat amb Flandrina i cosignatari de la dedicació del monestir Arulensis (abadia de Santa Maria d'Arles) el 1157. Gausbert d'Avalrí tenia relació amb el rei d'Aragó i comte de Barcelona Ramon Berenguer IV, i això li permeté de prendre's algunes llibertats, com emparar-se dels drets de justícia d'Avalrí, que pertanyien al bisbe d'Elna, i que el bisbe no recuperaria definitivament fins després d'un llarg plet que transcorregué entre els anys 1141 i 1155, i que no es clogué definitivament fins al 1215.
Al voltant de l'església romànica de Sant Vicenç es constituí un nucli habitat, que anà mantenint-se al llarg dels anys. A causa o com a reflex de la seva decadència, el 1532, i després d'una reestructuració territorial, la petita parròquia d'Avalrí fou annexada a la no gaire més gran -però puixant- de Montescot. El vescomte de Canet i d'Illa, Galceran de Pinós, aleshores propietari del lloc, ja havia venut o cedit el portal de l'església de Sant Vicenç. Aquest, de marbre blanc i en estil gòtic, el 1527 havia estat desmuntat i reconstruït a l'església de la Roca d'Albera, on es conserva en l'actualitat.
Amb més o menys fortuna, el castell i el poblet subsistiren fins al segle xix. Així, el plànol cadastral del 1807 permet encara discernir l'antiga estructura de tres grans edificis de forma irregular disposats a banda i banda en un encreuament de tres camins. En l'any 1870 Parazol, un industrial narbonès, comprà el castell i la finca annexa per 318.000 francs, i el 1872 va fer aterrar les diverses edificacions per bastir en el seu lloc una explotació vinícola ("caves de Montescot") i ramadera.

## Castell d'Avalrí
Documentat a partir del 1192, el 1333 i el 1357, el Castell d'Avalrí, ja en decadència, al segle xv, acabà per desaparèixer durant l'edat moderna. És citat a la Crònica de Jaume I Entrà en Rosseyló ab son liynatge e près un castel, a escut e a lança, qui hauia nom Aualri.

## Mas d'Avalrí
El domini adquirit el 1870 comprenia 173 hectàrees. Els nous edificis que substituïren el castell, l'església i les altres construccions d'Avalrí foren unes cavallerisses per a 22 cavalls, un celler gran equipat amb el material més modern, un edifici residencial per a les famílies dels treballadors de la possessió, i la mansió del propietari en un turó per sobre del Bèrcol. Les terres de la propietat, que anteriorment s'havien dedicat a la cria d'ovelles, foren plantades amb vinyes. Al cap de ben poc però, la plaga de la fil·loxera amenaçà d'arruïnar l'empresa; sols el capital del propietari pogué sostenir el replantament amb peus americans i el temps d'espera fins que fossin productius. La Societat Agrícola, Científica i Literària dels Pirineus Orientals recompensà els esforços de l'encarregat, Fourcade, i del propietari, Parazol, amb sengles medalles. En l'actualitat (2011), el Mas d'Avallrich acull congressos, seminaris i àpats de noces.

## Santa Maria d'Avalrí
Antiga església, actualment desapareguda, situada al costat de l'antic estany, també desaparegut d'Avalrí. És esmentada el 1080, si bé l'estany ja ho és el 928, i el 1145. Al segle xvi fou unida a la parròquia de Montescot, i el 1527 Galceran de Pinós arrencà la portalada de marbre de l'església per tal de dur-la a la Roca d'Albera, on encara és actualment. El capítol de canonges de la catedral d'Elna se'n planyí reiteradament, però debades. Al segle xviii ja apareix com a església en ruïnes al mapa de Cassini. No en resta actualment cap mena de vestigi.

## Denominacions del lloc
- Villaseca, Vila-seca, Vilaseca, lloc anterior al segle xi, que segons Aymat Catafau[4] cal no confondre amb Avalrí.
- Avalrí segons el Nomenclàtor toponímic de la Catalunya del Nord i la Crònica de Jaume I
- Vàlria ['balri] segons Joan Coromines al Decat.
- Mas de Bellric, forma francesa segons el Nomenclàtor
- Valric segons la Gran Enciclopèdia Catalana
- Mas d'Avalrich, nom de l'actual explotació
- Avall Rich, nom d'un carrer de Montescot i antic nom de la masia
- Avalry
- Avalric
- Belric, en un aixecament cartogràfic de 1913 i a la pàgina web de la vila de Montescot
- Belrich
- Bellric, en les cartes de l'IGN actuals